# Менфі
Менфі (італ. Menfi, сиц. Menfi) — муніципалітет в Італії, у регіоні Сицилія, провінція Агрідженто.
Менфі розташоване на відстані близько 480 км на південь від Рима, 70 км на південний захід від Палермо, 65 км на північний захід від Агрідженто.
Населення — 12 690 осіб (2014).
Щорічний фестиваль відбувається 13 червня. Покровитель — Sant'Antonio.

## Демографія
Населення за роками:

Станом на 1 січня 2023 року в муніципалітеті офіційно проживало 335 іноземців з 34 країн, серед них 201 громадянин країн Євросоюзу та 8 громадян України.

## Персоналії
- Джузеппе Массерія (1886—1931) — ранній бос італо-американської мафії в Нью-Йорку.

## Сусідні муніципалітети
- Кастельветрано
- Монтеваго
- Самбука-ді-Сицилія
- Санта-Маргерита-ді-Беліче
- Шакка